# آيت حمو
 آيت حمو (بالإنجليزية: AIT HAMMOU)‏ هي جماعة قروية تابعة لإقليم الرحامنة ضمن جهة مراكش أسفي بالمغرب. بلغ مجموع عدد سكان  آيت حمو حسب إحصاءات 2004 حوالي 7499 نسمة من بينهم 2 أجنبي يعيشون في 1116 أسرة.

## إحصاء عام
| السنة | عدد السكان | عدد الأسر | عدد الأجانب |
| ----- | ---------- | --------- | ----------- |
| 1994  | 7255       | 1055      | °°°°        |
| 2004  | 7499       | 1116      |             |